# Wilhelm Krahe

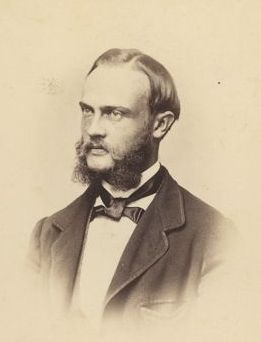
Wilhelm Krahe, Foto von Emil Schulz, um 1867

Wilhelm Krahe (* 8. Januar 1839 in Braunschweig; † 2. Oktober 1921 ebenda; vollständiger Name Peter Theodor Julius Wilhelm Krahe) war ein deutscher Architekt und braunschweigischer Baubeamter.

## Leben und Werk
Wilhelm Krahe war der älteste Sohn des Architekten Friedrich Maria Krahe, Enkel des Architekten Peter Joseph Krahe und Urenkel des Düsseldorfer Galeriedirektors und Akademiegründers Lambert Krahe. Er besuchte in Braunschweig das Obergymnasium und nahm in der Zeichenschule des Braunschweiger Gewerbevereins am Unterricht des Baurats Louis Kuhne (1814–1896) teil. Nach dem einjährig freiwilligen Militärdienst studierte er von 1857 bis 1860 im Baufach am Collegio Carolino. Danach sammelte er praktische Erfahrungen erst als Bauaspirant bei Carl Tappe, dann als Lehrer an der Herzoglichen Baugewerkschule in Holzminden und schließlich als Ingenieurassistent beim Eisenbahnbaumeister Carl Ebeling (* 1816 in Bad Harzburg; † 1890 in Braunschweig) während des Baus der Holzmindener Eisenbahn (1862–1865) mit den Bahnhöfen Naensen, Stadtoldendorf und Kreiensen.
Nach bestandener Bauelevenprüfung begann er 1869 als Baukondukteur in der Herzoglichen Baudirektion Braunschweig und arbeitete ab 1871 als Kreisbaukondukteur in Blankenburg. 1874 wurde ihm die Verwaltung des Landbaukreises Wolfenbüttel übertragen. Hier erfolgte die Ernennung zum Kreisbaumeister.
1877 übernahm er als Nachfolger von Kreisbaumeister Ernst Wiehe die Leitung des städtischen Hochbaukreises Braunschweig und des Amts Thedinghausen und ab 1881 auch die Leitung des ehemaligen Landbaukreises Braunschweig. Dieser vereinigte städtische Hochbaukreis und Landbaukreis Braunschweig erhielt erst die Bezeichnung „Herzogliche Kreisbauinspektion Braunschweig“ und wurde 1887 in „Hochbauinspektion Braunschweig“ umbenannt.
Als Kreisbauinspektor wurde Krahe 1897 mit dem Titel Baurat ausgezeichnet. Wilhelm Krahe trat 1907 in den Ruhestand. Sein Nachfolger als Vorstand der Hochbauinspektion wurde Regierungsbaumeister Wilhelm Eschemann aus Holzminden.
Neben seiner beruflichen Tätigkeit hat er in den Vorständen des Architekten- und Ingenieurvereins, des Braunschweiger Kunstvereins und des Evangelischen Bunds mitgewirkt.

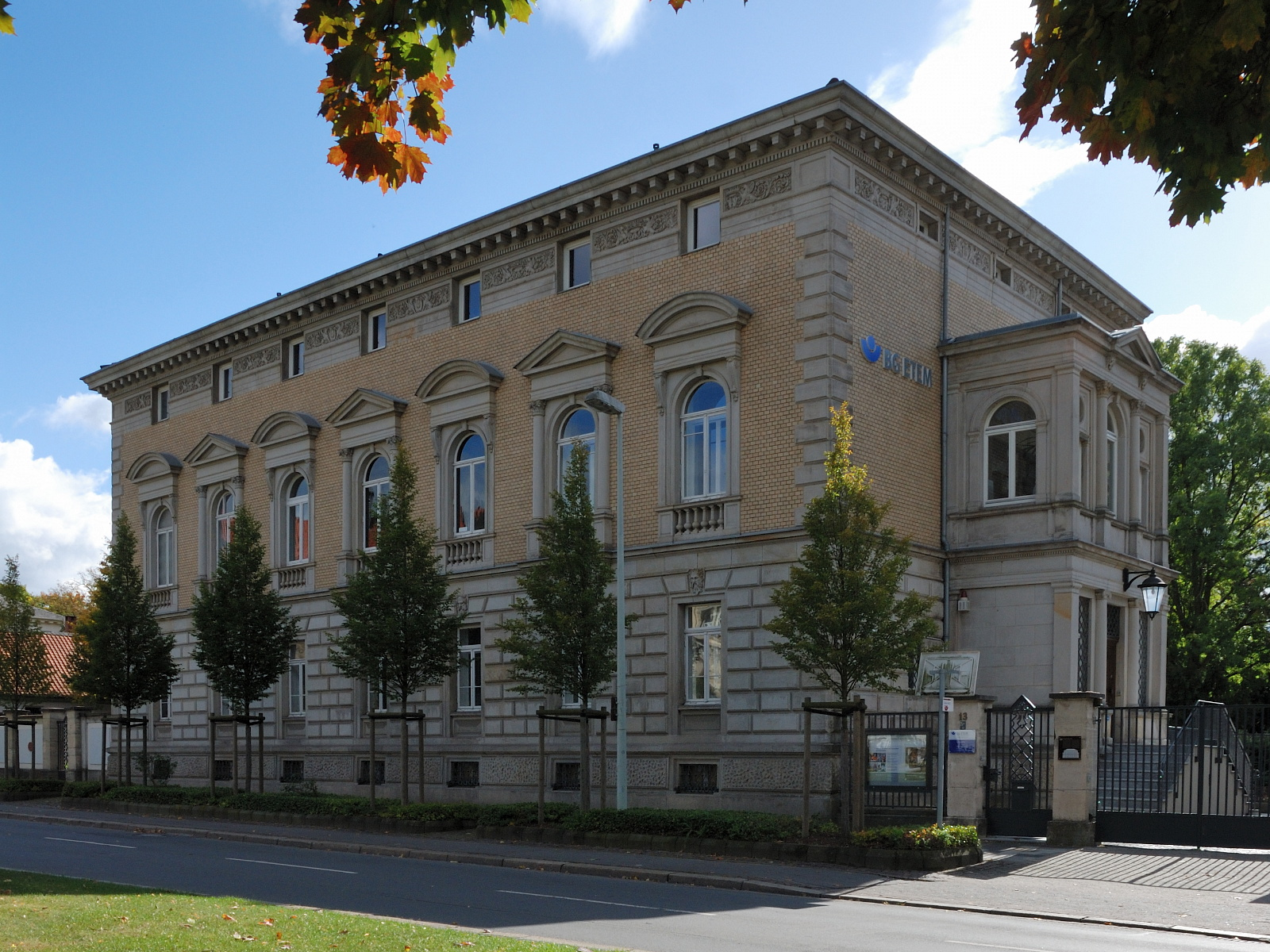
Orangeriegebäude
Lessingplatz 13

## Bauwerke in Braunschweig und Umgebung
- Bereits als Bauaspirant erstellte Krahe 1864 seine erste Bauzeichnung, und zwar für den Bau des Vechelder Bahnhofs, ein Durchgangsbahnhof in Seitenlage, errichtet in Natursteinquadermauerwerk. Das  zweigeschossige Gebäude war geprägt von zwei überhöhten, etwas vorspringenden Seitenrisaliten mit Treppenfries am Ortgang. Dieses denkmalwerte Bahnhofsgebäude wurde 1979 abgerissen.[7]
- Für Major Hermann Hollandt entwarf Wilhelm Krahe 1884 ein am Lessingplatz gelegenes Haus im Stil der italienischen Hochrenaissance.[8] Da es ursprünglich mit verglasten hohen Arkadenbögen zum südlich gelegenen Garten geöffnet war, wird es Orangeriegebäude genannt.
- 1888 wird nach seinen Plänen auf dem Klostergut Steinhof ein Ochsen- und Schweinestall errichtet, der gemeinhin als Speicherhaus bezeichnet wird, weil es im Obergeschoss und im Dachgeschoss einen Kornboden enthält.[9][10]
- 1890 baute Krahe die Dorfschule und die neugotische Kirche St. Martin in Sophiental nach Planungsrichtlinien der Baudirektion unter Baurat Ernst Wiehe, der auch die Abstimmung mit dem Konsistorium übernahm.
- Der St. Annen-Konvent, Papenstieg 2[11], ein dreigeschossiges Ziegelgebäude, wurde 1894/95 von Krahe nach den Gestaltungsregeln der Hannoverschen Architekturschule entworfen. Es  beherbergt jetzt die Domsingschule.[12]
- Das ehemalige Herzogliche Krankenhaus am Wendentor 7 wurde von 1900 bis 1902 nach Plänen von Krahe zum Amtsgericht Braunschweig/Riddagshausen umgebaut. Heute befindet sich in dem gelben Backsteingebäude das Sozial- und Verwaltungsgericht.

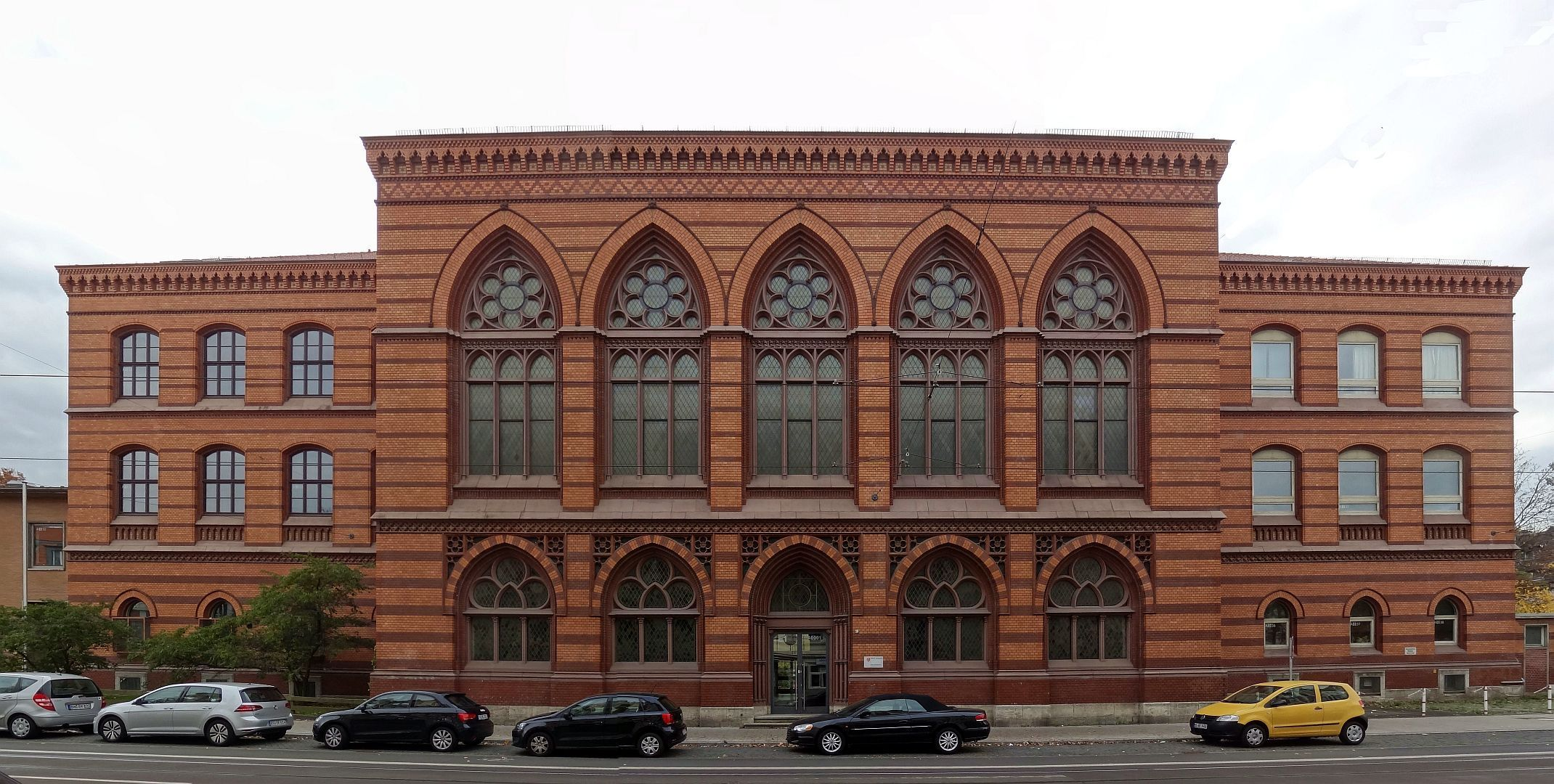
Wilhelm-Gymnasium

Wilhelm Krahe hatte während seiner Amtszeit mehrere Mitarbeiter, denen auch Planungs- und Entwurfaufgaben aus der Baudirektion übertragen waren, so dass die Zuordnung seines eigenen Anteils am Entwurf bei einigen Bauwerken schwierig ist. Es gehören dazu:
- das Herzogliche Neue Gymnasium (jetzt Wilhelm-Gymnasium) in der Leonhardstraße 63. Der Entwurf erfolgte nach Planungsrichtlinien von Baurat Ernst Wiehe.[13][14]

Der Schulbau beeindruckt durch seine fünf großen Maßwerkfenster im Eingangsbereich und das Kreuzgewölbe in der Eingangshalle, das auf gußeisernen und gemauerten Pfeilern ruht.
- das Kreis- und Untersuchungsgefängnis (jetzt Justizvollzugsanstalt Braunschweig) in der Rennelbergstraße 10.[2]
- die Neue Herzogliche Krankenanstalt (jetzt Klinikum Braunschweig) in der Celler Straße.[15][16] Im Allgemeinen gilt Baurat Johannes Pfeifer als Architekt.[17] Die Verlegung der Kranken aus dem alten Gebäude am Wendentor begann im April 1895.

Die mehrgeschossige Pavillonanlage gemischt mit einem Korridorsystem wurde damals als idealtypische Bauweise für ein Krankenhaus angesehen.
- das Finanzbehördenhaus[2]

Unter der Leitung der Bauräte Ernst Wiehe und Johannes Pfeifer ließ Wilhelm Krahe Restaurierungsarbeiten an der Hof- und Domkirche zu Braunschweig, der Klosterkirche zu Riddagshausen und der St.-Aegidien-Kirche ausführen.